# Casa Lougheed
La Casa Lougheed, o como se conocía originalmente Beaulieu (que en francés significa "lugar hermoso") es un sitio histórico nacional de Canadá ubicado en el distrito Beltline de la ciudad de Calgary, en la provincia de Alberta (Canadá). Fue construida en 1891 como hogar para el senador James Alexander Lougheed. Es un edificio emblemático de la ciudad y es operada por la Casa Lougheed Conservation Society, una sociedad independiente sin fines de lucro dedicada a la restauración y el disfrute público de la casa histórica y sus jardines.
La Casa Lougheed ha sido una residencia familiar, un centro de capacitación para mujeres jóvenes, un cuartel militar para mujeres y una clínica de donación de sangre de la Cruz Roja. Estuvo muchos años estuvo vacío antes de ser restaurada en 2000.

## Descripción

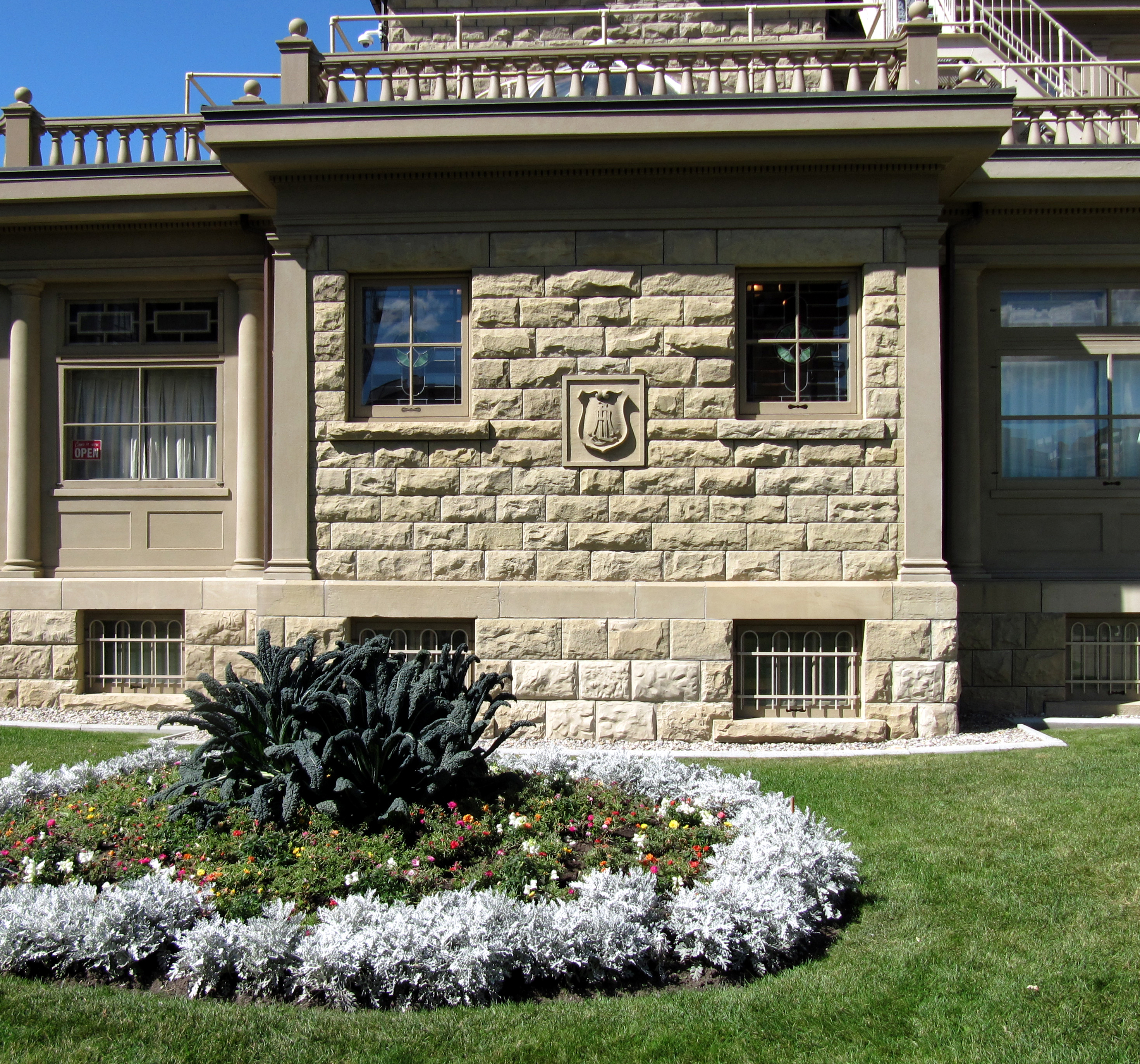
Detalle del muro este de la Casa Lougheed.

la Casa Lougheed es una mansión de 1300 m² diseñada por James C. Bowes para incorporar la estética victoriana y está influenciada por el estilo Reina Ana. Esto es evidente a través del exterior de piedra arenisca rugosa, la masa asimétrica y las torres de esquina. Las influencias del neorrománico se encuentran con el techo empinado, y las torres en forma de cono emanan la arquitectura estilo château La mansión fue construida con lo que se consideraba en ese momento "lujos modernos", incluido el agua caliente y la electricidad. El interior de la casa de 48 habitaciones está decorado con caoba española, mármol italiano, vidrieras y puertas e imágenes pintadas a mano de la flora y fauna de Alberta.
La mansión fue construida de piedra arenisca según el código de construcción municipal como resultado del incendio de Calgary de 1886. Una vez terminada la casa, incluía una sala de billar , una sala para fumadores, una sala de estar, cuatro dormitorios grandes en el segundo piso y seis cuartos grandes en el tercer piso. Tras la finalización de la construcción, el Calgary Herald describió la Casa Lougheed como "En diseño, solidez, alojamiento y mobiliario, no deja nada que desear".

### Jardines de Beaulieu
Los jardines que rodean la Casa Lougheed y eran parte del jardín formal original de la mansión son en la actualidad parque municipal a cargo del Departamento de Parques de la Ciudad de Calgary.

### Estatus del sitio histórico
El 29 de noviembre de 1977, la Casa Lougheed fue designada "Residencia del Senador Lougheed", un recurso histórico provincial de Alberta, debido en parte a la asociación de la mansión con James Lougheed, y su representación de la arquitectura de piedra arenisca de clase alta de la época.
El 10 de junio de 1992, la Casa Lougheed fue designado "Sitio histórico nacional de Beaulieu de Canadá", un sitio histórico nacional. Esto se debió en parte a que la mansión era un raro ejemplo de mansión ecléctica de clase media alta en las praderas canadienses.

## Historia
James Lougheed fue designado al Senado de Canadá en 1889 por John A. Macdonald, Lougheed fue designado para reemplazar al enfermo Richard Charles Hardisty, el tío de la esposa de Lougheed, James Alexander Lougheed encargó una nueva mansión en las afueras de Calgary para su esposa, Isabella Hardisty Lougheed, y sus dos hijos, Clarence y Norman. Tras el traslado a la gran mansión, los Lougheed tuvieron cuatro hijos más: Edgar, Dorothy, Douglas y Marjorie y la casa se amplió en 1907 para acomodar a la familia y su gran calendario social. La mansión se convirtió rápidamente en el centro de la escena social de Calgary, albergando una serie de fiestas y galas. Los Lougheed recibieron al gobernador general, Arturo de Connaught, su esposa, la Luisa Margarita y su hija, Patricia; y en 1919 Eduardo VIII fue el invitado de honor en la fiesta en el jardín celebrada en la mansión. 

### Era posterior a Lougheed
La finca Lougheed continuó siendo propietaria de la propiedad después de la muerte de James Lougheed en 1925 hasta 1934 cuando la finca no pudo pagar los impuestos municipales sobre la propiedad y la ciudad de Calgary tomó posesión de la casa. La ciudad permitió que la viuda y los hijos de Lougheed siguieran viviendo en la casa hasta la muerte de Isabella en 1936, y finalmente Norman A. Lougheed se mudó con su familia en 1938.
la Casa Lougheed se usó durante la Segunda Guerra Mundial, los pisos superiores fueron un cuartel para el Cuerpo del Ejército de Mujeres Canadienses y el sótano fue utilizado por la Cruz Roja Canadiense como clínica de donación de sangre. Después de la guerra, la Casa Lougheed se utilizó como anexo de la YMCA. En 1978, luego de la designación de Recurso Histórico Provincial de Alberta, la Provincia de Alberta tomó posesión de la casa y comenzó a restaurar la propiedad. La designación y compra del gobierno provincial se produjo durante la primera ministra de Peter Lougheed, nieto de James Lougheed. A pesar de la compra, Peter Lougheed se mostró reacio a que se gastaran fondos públicos en restaurar la casa mientras era primer ministro. 
La Sociedad de Conservación de la Casa Lougheed se creó en 1995 después de que el cabildeo local comenzó a ver la mansión y los terrenos restaurados a su antigua gloria. La ciudad de Calgary compró las áreas circundantes a principios de la década de 1990 con la intención de crear un espacio público al aire libre, y la construcción comenzó en 1997 para reconstruir los jardines de Beaulieu y restaurar la mansión. 